# Țentralne, Mîronivka
Țentralne (în ucraineană Центральне) este localitatea de reședință a comunei Țentralne din raionul Mîronivka, regiunea Kiev, Ucraina.

## Demografie
Componența lingvistică a localității Țentralne
     Ucraineană (93,17%)
     Rusă (6,61%)
     Alte limbi (0,07%)
Conform recensământului din 2001, majoritatea populației localității Țentralne era vorbitoare de ucraineană (93,17%), existând în minoritate și vorbitori de rusă (6,61%).